# Scaled Composites
 (6 juin 2017).
Scaled Composites, LLC est une compagnie créée en 1982 par Burt Rutan. Elle est située à Mojave, en Californie et possède un savoir-faire dans la construction d'engins aériens et spatiaux.
Elle est surtout connue pour avoir participé et remporté le X-Prize le 4 octobre 2004 à l'aide de SpaceShipOne.
Parmi les contributeurs de Scaled Composites, on trouve Paul Allen, cofondateur de Microsoft, qui a investi 20 millions de dollars dans le projet, soit deux fois la récompense du concours.

## SpaceShipOne
SpaceShipOne est le projet avec lequel la compagnie a participé au X-Prize.
Le projet de Scaled Composites prévoyait deux engins :
- un avion porteur, le White Knight
- un avion fusée, le SpaceShipOne ou SS1

Space Ship One était l'un des favoris pour le X-Prize et pour cause, c'était le seul engin à avoir déjà volé : Mike Melvill, pilote d'essai civil, est ainsi le premier pilote à devenir astronaute avec des moyens non gouvernementaux lors du premier vol spatial du SpaceShipOne, le 21 juin 2004.
Le 4 octobre 2004, le Space Ship One s'est envolé avec Brian Binnie aux commandes. L'engin a atteint 114 km d'altitude, battant ainsi le record d'altitude d'un avion-fusée piloté, détenu auparavant par le X-15 de la NASA en 1963. Le vol s'est déroulé sans incidents et Scaled Composites a ainsi remporté la récompense du X-Prize.

## Tourisme spatial

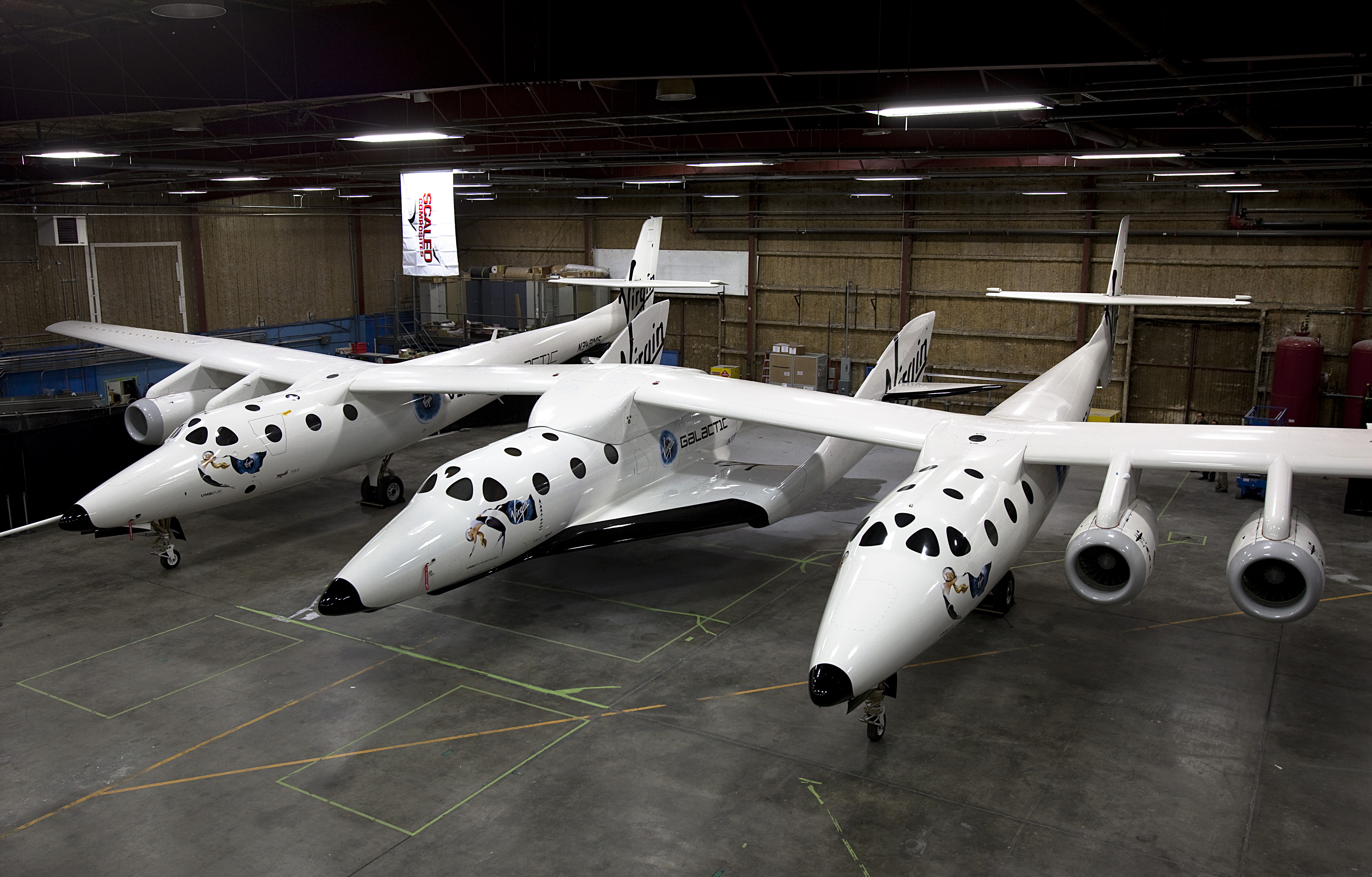
L'avion spatial SpaceShipTwo de Scaled Composites (fuselage central) reposant sous son vaisseau-mère, White Knight Two, à l'intérieur d'un hangar à Mojave, en Californie, aux États-Unis.

Le milliardaire anglais Richard Branson, propriétaire du groupe Virgin, a annoncé le 27 septembre 2004 la création de Virgin Galactic, associée avec Scaled Composites. Le but de cette société sera de proposer du tourisme spatial et compte pour cela mettre en place une flotte de cinq vaisseaux SpaceShipTwo à partir de 2010. Les appareils pourront évoluer jusqu'à 130 km d'altitude et embarquer jusqu'à cinq passagers.
Richard Branson prévoyait dès 2005 un successeur à SpaceShipTwo nommé SpaceShipThree. Il s'agissait d'un projet d'avion spatial orbital ou suborbital pour des liaisons point à point sur Terre. Ce projet est à l'arrêt.

## Accident
Le vendredi 27 juillet 2007, une explosion s'est produite dans les locaux de Scaled Composites, tuant trois personnes et en blessant trois autres. L'explosion qui s'est produite lors du transfert de protoxyde d'azote a également détruit les installations de l'entreprise.